# Megistías
Megistías (Griego: Μεγιστίας, "el más grande") o Themisteas (en griego: Θεμιστέας), el nombre dado por Plutarco, fue un adivino de Acarnania que murió durante la Batalla de las Termópilas. Clamó ser familiar de Melampo, otro clarividente griego. Según Heródoto, a pesar de conocer su futuro y la derrota de Leónidas, Megistías decidió quedarse y luchar con los espartanos, aunque pidió a su hijo que huyera. Simónides de Ceos escribió un epigrama en su honor, ya que ambos eran amigos íntimos: «Esta es la gloriosa tumba de Megísitas, que, una vez que los medos hubieran cruzado el río Esperqueo, el vidente, que aunque sabía bien que la muerte estaba cerca, se negó a abandonar el rey de Esparta».

## En la cultura popular
En la película de 1962, El león de esparta, Megistías aparece como un sacerdote y adivino espartano, amigo del rey Leónidas, que, además de dar predicciones, actúa como un médico para los espartanos en las Termópilas. Megistías fue interpretado por Charles Fernley Fawcett.